# Leptodactylus magistris
Leptodactylus magistris är en groddjursart som beskrevs av Abraham Mijares-Urrutia 1997. Leptodactylus magistris ingår i släktet Leptodactylus och familjen tandpaddor. IUCN kategoriserar arten globalt som akut hotad. Inga underarter finns listade i Catalogue of Life.